# Пурчена
Пурчена (ісп. Purchena) — муніципалітет в Іспанії, у складі автономної спільноти Андалусія, у провінції Альмерія. Населення — 1551 особа (2023).
Муніципалітет розташований на відстані близько 360 км на південь від Мадрида, 55 км на північ від Альмерії.
На території муніципалітету розташовані такі населені пункти: (дані про населення за 2010 рік)
- Ель-Кампільйо: 110 осіб
- Пурчена: 1662 особи

## Демографія
Динаміка населення (INE ):